# 越南農業

1961至2019年越南農業產出的發展

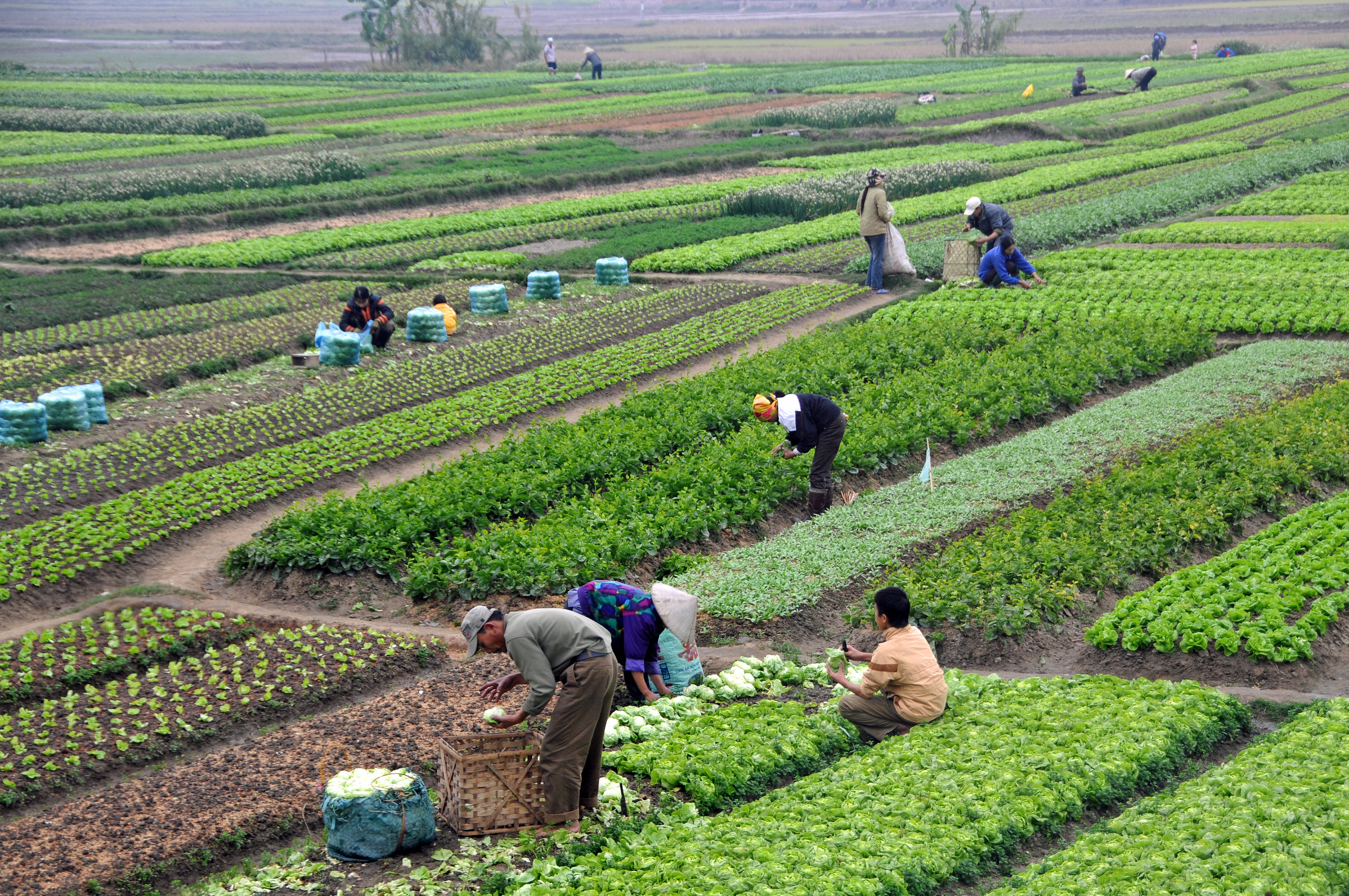
越南的農業與農民

隨着越南經濟的發展，農業佔該國GDP的比重日趨下降，從1989年的42%下降到1999年的26%。至2023年，農業和林業合共只佔GDP的12%。然而，農業就業人數遠高於GDP的比重；2005年，約有60%的就業勞動力從事農業、林業或漁業。2005年，農產品佔出口的30%。大米出口專賣的放寬使越南成為世界第二或第三大米出口國。其他經濟作物有咖啡、棉花、花生、橡膠、甘蔗和茶葉。

## 主要農產品
以下是2018年的產量：
- 4,400萬噸稻米（世界第五大生產國，僅次於中國、印度、印尼和孟加拉）
- 1,790萬噸甘蔗（世界第十六大生產國）
- 1,480萬噸蔬菜
- 980萬噸木薯（世界第七大生產國）
- 480萬噸玉米
- 260萬噸腰果（世界最大生產國）
- 200萬噸香蕉（世界第二十大生產國）
- 160萬噸咖啡豆（世界第二大生產國，僅次於巴西）
- 150萬噸椰子（世界第六大生產國）
- 130萬噸番薯（世界第九大生產國）
- 120萬噸西瓜
- 110萬噸橡膠（世界第三大生產國，僅次於泰國和印尼）
- 85.2萬噸橙（世界第十八大生產國）
- 77.9萬噸芒果（包括山竹和番石榴）
- 65.4萬噸菠蘿（世界第十二大生產國）
- 27萬噸茶葉（世界第六大生產國）

## 外部連結
- Improving resource allocation and incomes in Vietnamese agriculture:A case study of farming in the Dong Nai River Basin, an International Food Policy Research Institute (IFPRI) discussion paper.
- Vietnam Gardening and Agriculture